# Hind Amani
Pour les articles homonymes, voir Amani.
Hind Amani, née le 29 mai 1977, est une tireuse sportive marocaine.

## Carrière
Aux championnats d'Afrique 2011 à Salé, elle est médaillée de bronze en trap.
Elle est médaillée d'argent par équipes aux Jeux panarabes de 2011 à Doha.